# Витини
Витините (Битини, на гръцки: Ξρακες Βιθυνοί, Bithynoi) са тракийско племе, населяващо областта Витиния в Мала Азия. Според Херодот, племето по-рано нарича себе си стримони и живее край р. Стримон, откъдето е изтласкано заедно с племето тини от мизите и тевкрите, и при преселението си към Мала Азия получава името витини, давайки това име и на областта, в която се заселва. Според Ариан епоним на витините е Битинос, осиновен син на Борей; според друга версия Битинос е син на Одрис.
Херодот оставя и описание на облеклото и въоръжението на витините: облечени са с хитони, над които са наметнати зейри; носят шапки от лисича кожа, краката им са омотани с еленова кожа. Въоръжени са с къси копия за хвърляне, прашки, къси мечове и щитове пелта.
За вярванията на витините е известно, че особено популярен сред тях е култът към богинята Бендида – имат в календара си месец, наречен Бендидейос, през който се организират пищни празненства в чест на богинята; изобразявана е и върху монетите на витинските владетели (Никомед I и др.). На особена почит сред тях е и слънцето: те провеждат съдебните си дела под открито небе, „под погледа“ на Слънцето, което трябва да бъде арбитър при споровете.
Някои изследователи предполагат родствена връзка на витините с медите, също населяващи областта край р. Стримон, тъй като едно от по-малките племена, преселило се от там в Мала Азия носи името медовитини.